# Trichorhina aethiopica
Trichorhina aethiopica är en kräftdjursart som beskrevs av Arcangeli 1941A. Trichorhina aethiopica ingår i släktet Trichorhina och familjen myrbogråsuggor. Inga underarter finns listade i Catalogue of Life.